# سفارت اسرائیل در تهران
دفتر نمایندگی سیاسی اسرائیل در تهران که هم‌ چنین از آن به عنوان سفارت اسرائیل در تهران (به عبری: שגרירות מדינת ישראל בטהראן‎) یاد می‌شود، ساختمان بزرگ سه طبقه‌ای در بلوار کاخ (خیابان فلسطین کنونی) بود که در اختیار هیئت دیپلماتیک اسرائیل قرار داشت. این نمایندگی به‌طور کامل در جهت حفظ و تحکیم روابط ایران و اسرائیل می‌کوشید.
این نمایندگی از سال ۱۹۶۰ میلادی و تا چند روز پیش از ۲۲ بهمن ۱۳۵۷ در تهران فعال بود، اما به‌دنبال سقوط دودمان پهلوی و پیروزی انقلاب، انقلابیون با نصب پرچم فلسطین بر روی محل نمایندگی، در اختیار افراد چریک‌های فلسطینی عضو ساف قرار گرفت. این عملیات، کاملا خود جوش و مردمی بود. به‌دنبال سفر یاسر عرفات، رهبر جنبش فتح به تهران در ۲۸ بهمن ۱۳۵۷، یعنی دقیقاً ۶ روز پس از ظهور انقلاب اسلامی در ایران، تابلوی «سفارت فلسطین» بر بالای ساختمان نمایندگی سیاسی اسرائیل نصب شد و دو روز بعد، یعنی در تاریخ ۳۰ بهمن، یاسر عرفات به همراه سید احمد خمینی و ابراهیم یزدی در محل نمایندگی سابق اسرائیل حضور پیدا کردند و در همان مکان، سفارت فلسطین در تهران را افتتاح کردند.
پس از این واقعه، نام خیابان کاخ و میدان کاخ، به ترتیب به خیابان فلسطین و میدان فلسطین تغییرنام یافتند.

## تاریخچه
مئیر عزری نخستین سفیر و نماینده سیاسی اسرائیل در ایران بود. در زمان سفارت ۵ سالهٔ آوری لوبرانی نمایندهٔ تام‌الاختیار اسرائیل در تهران، بین سال‌های ۱۹۷۴ تا ۱۹۷۹، اسحاق رابین، ایگال آلون، موشه دایان و شیمون پرز به کرات و بدفعات متوالی به ایران سفر نمودند. یوسف هارملین، رئیس سابق سازمان امنیت داخلی اسرائیل، آخرین نمایندهٔ تام‌الاختیار کشور اسرائیل در تهران بود. دورهٔ خدمت و سفارت او در تهران، با ظهور انقلاب اسلامی ایران به پایان رسید. در دوران خدمت وی، روابط فی مابین ایران و اسرائیل، بحد اکثر اوج و شکوفائی خود رسید. این دوران، دوران طلائی روابط حسنه بین دو کشور ایران و اسرائیل تلقی میشود.

## روابط فرهنگی
تا پیش از انقلاب ۱۳۵۷، دو کشور روابط بسیار نزدیک و صمیمانه ای اما بطور غیر رسمی با یکدیگر داشتند که بسیار فراتر از روابط اقتصادی و تجاری بود. بر اساس آرشیوهای موجود در وزارت امور خارجه اسرائیل، در آن دوره طلائی، بیش از ۵۰۰ خانواده اسرائیلی در ایران زندگی می‌کردند و دانش‌آموزان اسرائیلی مقیم تهران، به یک مدرسهٔ عبری‌ زبان که تحت نظر وزارت آموزش اسرائیل اداره میشد می‌رفتند. این مدرسه در آن زمان، توسط دفتر نمایندگی سیاسی اسرائیل در تهران اداره می‌شد. 
در آن دوره از تاریخ و بخاطر روابط بسیار دوستانه بین دو کشور ایران و اسرائیل، این ارتباط تا درجه روابط نظامی نیز پیشرفت کرد، تا بدانجا که افسران نظامی ارتش ایران و مخصوصا افسران نیروی هوائی ایران، برای آموزشهای نظامی، به کشور اسرائیل میرفتند. تعلیمات دیگر این افسران، در دانشگاه "تخنیون" در شهر خیفا انجام میشد. در آن زمان، این افسران ایرانی با یونیفورم نظامی ارتش ایران و با کمال آزادی، در دانشگاه "تخنیون" رفت و آمد کرده و دیده میشدند. 
در سال ۱۹۶۲ میلادی، جلال آل احمد، برای مدت دو هفته به اسرائیل سفر کرد و سفرنامه‌ای هم از آن تجربه بسیار جالب مسافرتی خود منتشر کرد. این سفر  و کلیه اقدامات و عملیات اجرائی آن، به خرج دفتر نمایندگی سیاسی اسرائیل در تهران صورت گرفت. 
روابط و همکاریهای همه جانبه و متقابل بین دو کشور ایران و اسرائیل، از جمله مسافرتهای بسیار آزاد افراد تبعه دو کشور، بدون هیچگونه محدودیتی صورت میگرفت. 